# 余自信
余 自信（よ じしん、名は自進とも、生没年不詳）は、百済の王族、官吏。官位は佐平。故国の滅亡に伴い、白村江の戦いの後に倭国（日本）へ亡命した。
『日本書紀』によれば、斉明天皇6年（660年）7月、百済の滅亡に際し中部（ちゅうほう）の久麻怒利城（くまのりのさし）あるいは都々岐留山（つつきるのむれ）に拠って新羅と戦い、その功績によって「佐平自進」と称された。白村江の戦いで敗北した天智天皇2年（663年）9月24日（甲戌）に木素貴子、谷那晋首、憶礼福留ら百済の民と倭の船師達と共に弖礼城に至り、翌日倭国へ向けて出航した。天智天皇8年（669年）、同じく佐平の鬼室集斯含む男女700人あまりとで近江国蒲生郡へ移住し、天智天皇10年（671年）1月に大錦下の冠位を授けられた。
『新撰姓氏録』によると、高野造の祖先とされる。